# Алкалоиди мака
Млечни сок незрелих плодова посебне врсте мака (Papaver somniferum) као и његове чауре, садржи знатне количине разних алкалоида. Згуснут и осушен млечни сок се назива опијум, па се ови алкалоиди зато називају и опијумски алкалоиди.
Они се деле на четири групе:
- деривати бензилизохинолина;
- деривати фталидизохинолина;
- деривати фенантрена;
- деривати протопина.

Најпознатији алкалоид бензилизохинолинске групе је папаверин, а фталидизохинолинске групе наркотин.
Алкалоиди деривати фенантрена се називају алкалоиди групе морфина. Они садрже, такође, и изохинолински прстен. Најважнији представници ове групе су морфин и кодеин.
Кодеин се разликује од морфина тиме што у положају 3 уместо OH групе садржи 3O групу.
Од деривата протопина најпознатији алкалоид је протопин.
Горњи алкалоиди су у опијуму везани за органске киселине (меконска, млечна, фумарна). Најважнија је меконска киселина.
Од алкалоида опијумске групе најважнији су деривати фенантрена (морфинска група). Морфин делује на централни нервни систем (против болова и за умирење). У већим дозама је наркотик, у мањим изазива еуфорију. Дужом употребом стварају се навике са тешким последицама (морфинизам). Кодеијн није наркотик и служи за умирење кашља. Може се добити и синтетски метиловањем морфина.
Естерификацијом OH група морфина добија се диацетилморфин који се назива и хероин, а који је још токсичнији од морфина, тако да је његово коришћење као дроге још опасније. До сада је извршена синтеза многих деривата морфина са циљем да се нађе једињење које умирује болове као морфин, а које нема токсично дејство, али без успеха.

За добијање опијума гаји се бели опијумски мак (Индија, Турска, Иран, Русија), али се његова производња строго контролише. Десет дана по опадању латица зарезује се зелена чаура и другог дана сакупља у посебним посудама млечни сок, који дотле отврдне, а затим се обликује у хлебчиће. Данас се мак индустријски прерађује (суве макове чауре) што се да лакше контролисати.